# Мљетски партизански одред
Мљетски народноослободилачки партизански (НОП) одред је био партизанска јединица у саставу Народноослободилачке војске и партизанских одреда Југославије током Другог светског рата у Хрватској.

## Историјат
Формиран је у првој половини јануара 1944. од око 30 бораca. Нападао је непријатељске патроле и спречавао њихово кретање ван гарнизона и утврђених упоришта; бродовима Морнарице НОВЈ пребацивао је становништво на Ластово и Вис , прихватао је руководиоце НОП са подручја Дубровника и Пељешца и пребацивао их на Вис и обрнуто. При десантним препадима јединица 26. дивизије, Одред је осигуравао места искрцавања и са десантним снагама учествовао у борбама против немачких посада на Мљету: 21—22. априла 1944. заједно са искрцаним деловима 26. дивизије; 21. јула у борби против немачких снага које су продрле у северозападни део острва; ноћу 21/22. јула, ојачан четом из 1. далматинске бригаде, разбио је две немачке чете; 6—9. августа садејствовао је 4. батаљону 11. далматинске бригаде, а 21—24. августа 2. батаљону 11. далматинске бригаде, који су се после изведених акција вратили на Ластово, односно Вис. Одред је 13. септембра ослободио острво Мљет, присиливши ојачану чету немачке 118. ловачке дивизије да се повуче на полуоток Пељешац, и ушао у састав јединица 26. дивизије НОВЈ.